# Оскар (81-ша церемонія вручення)
Номінанти на отримання премії «Оскар» за 2008 рік були оголошені 22 січня 2009 президентом американської академії кіномистецтва Сідом Ганіс та лауреатом премії «Оскар» Форестом Вітакером під час спеціальній церемонії, що пройшла в штаб-квартирі Кіноакадемії.
Імена переможців були оголошені під час урочистої церемонії 22 лютого 2009 року у театрі «Кодак» у Голлівуді. Ведучим виступив австралійський актор Г'ю Джекмен, який вів церемонію вперше.
Фільм «Мільйонер із нетрів» режисера Денні Бойла завоював 8 нагород, хоча фільм «Загадкова історія Бенджаміна Баттона» був лідером за кількістю номінацій (у нього їх було 13 проти 10 у «Мільйонера з нетрів»).

## Список лауреатів та номінантів
Тут наведено повний список номінантів.
П'ятнадцять фільмів брало участь у конкурсі одразу за кількома номінаціями:
- 13 «Загадкова історія Бенджаміна Баттона»
- 10 «Мільйонер із нетрів»
- 8 «Темний лицар», «Гарві Мілк»
- 6 «ВОЛЛ·І»
- 5 «Сумнів», «Фрост проти Ніксона», «Читець»
- 3 «Підміна», «Дорога змін»
- 2 «Герцогиня», «Замерзла річка», «Залізна людина», «Особливо небезпечний», «Реслер»

### Основні категорії
Переможці виділені окремим кольором.
| категорії                                                            | Лауреати та номінанти                                                                           | Лауреати та номінанти                                            |                                  |
| -------------------------------------------------------------------- | ----------------------------------------------------------------------------------------------- | ---------------------------------------------------------------- | -------------------------------- |
| найкращий фільм Нагороду вручав Стівен Спілберг                      | ★«Мільйонер із нетрів» (продюсер: Крістіан Колсон)                                              | ★«Мільйонер із нетрів» (продюсер: Крістіан Колсон)               |                                  |
| найкращий фільм Нагороду вручав Стівен Спілберг                      | • «Фрост проти Ніксона» (продюсери: Брайан Грейзер, Рон Говард, Ерік Феллнер)                   |                                                                  |                                  |
| найкращий фільм Нагороду вручав Стівен Спілберг                      | • «Загадкова історія Бенджаміна Баттона» (продюсери: Кетлін Кеннеді, Френк Маршалл, Сін Чеффін) |                                                                  |                                  |
| найкращий фільм Нагороду вручав Стівен Спілберг                      | • «Гарві Мілк» (продюсери: Ден Джинкс, Брюс Коен)                                               |                                                                  |                                  |
| найкращий фільм Нагороду вручав Стівен Спілберг                      | • «Читець» (продюсери: Ентоні Мігелла, Сідні Поллак, Донна Джільотті, Редмонд Морріс)           |                                                                  |                                  |
| Найкраща режисерська робота Нагороду вручала Різ Візерспун           |                                                                                                 | ★Денні Бойл — «Мільйонер із нетрів»                              |                                  |
| Найкраща режисерська робота Нагороду вручала Різ Візерспун           | • Стівен Долдрі — «Читець»                                                                      |                                                                  |                                  |
| Найкраща режисерська робота Нагороду вручала Різ Візерспун           | • Девід Фінчер — «Загадкова історія Бенджаміна Баттона»                                         |                                                                  |                                  |
| Найкраща режисерська робота Нагороду вручала Різ Візерспун           | • Рон Говард — «Фрост проти Ніксона»                                                            |                                                                  |                                  |
| Найкраща режисерська робота Нагороду вручала Різ Візерспун           | • Гас Ван Сент — «Гарві Мілк»                                                                   |                                                                  |                                  |
| Найкраща чоловіча роль Нагороду вручав Майкл Дуґлас                  |                                                                                                 | ★Шон Пенн — «Гарві Мілк» (за роль Гарві Мілка)                   |                                  |
| Найкраща чоловіча роль Нагороду вручав Майкл Дуґлас                  | • Бред Пітт — «Загадкова історія Бенджаміна Баттона» (за роль Бенджаміна Баттона)               |                                                                  |                                  |
| Найкраща чоловіча роль Нагороду вручав Майкл Дуґлас                  | • Міккі Рурк — «Реслер» (за роль Ренді «Барана» Робінсона)                                      |                                                                  |                                  |
| Найкраща чоловіча роль Нагороду вручав Майкл Дуґлас                  | • Френк Ланджелла — «Фрост проти Ніксона» (за роль Річарда Ніксона)                             |                                                                  |                                  |
| Найкраща чоловіча роль Нагороду вручав Майкл Дуґлас                  | • Річард Дженкінс — «Відвідувач» (за роль Волтера Вейла)                                        |                                                                  |                                  |
| Найкраща жіноча роль Нагороду вручала Маріон Котійяр                 |                                                                                                 | ★Кейт Вінслет — «Читець» (за роль Ханни Шміц)                    |                                  |
| Найкраща жіноча роль Нагороду вручала Маріон Котійяр                 | • Меріл Стріп — «Сумнів» (за роль сестри Елоїзи Бовье)                                          |                                                                  |                                  |
| Найкраща жіноча роль Нагороду вручала Маріон Котійяр                 | • Анджеліна Джолі — «Підміна» (за роль Крістін Коллінз)                                         |                                                                  |                                  |
| Найкраща жіноча роль Нагороду вручала Маріон Котійяр                 | • Енн Хетеуей — «Рейчел виходить заміж» (за роль Кім)                                           |                                                                  |                                  |
| Найкраща жіноча роль Нагороду вручала Маріон Котійяр                 | • Мелісса Лео — «Замерзла річка» (за роль Рей Едді)                                             |                                                                  |                                  |
| Найкраща чоловіча роль другого плану Нагороду вручав Алан Аркін      |                                                                                                 | ★Гіт Леджер — «Темний лицар» (за роль Джокера)                   |                                  |
| Найкраща чоловіча роль другого плану Нагороду вручав Алан Аркін      | • Джош Бролін — «Гарві Мілк» (за роль Дена Вайта)                                               |                                                                  |                                  |
| Найкраща чоловіча роль другого плану Нагороду вручав Алан Аркін      | • Роберт Дауні-молодший — «Грім у тропіках» (за роль Кірка Лазерус)                             |                                                                  |                                  |
| Найкраща чоловіча роль другого плану Нагороду вручав Алан Аркін      | • Філіп Сеймур Гоффман — «Сумнів» (за роль батька Брендана Флінна)                              |                                                                  |                                  |
| Найкраща чоловіча роль другого плану Нагороду вручав Алан Аркін      | • Майкл Шеннон — «Дорога змін» (за роль Джона Гівінгса)                                         |                                                                  |                                  |
| Найкраща жіноча роль другого плану Нагороду вручала Тільда Свінтон   |                                                                                                 | ★Пенелопа Крус — «Вікі Крістіна Барселона» (за роль Марії Олени) |                                  |
| Найкраща жіноча роль другого плану Нагороду вручала Тільда Свінтон   | • Емі Адамс — «Сумнів» (за роль сестри Джеймс)                                                  |                                                                  |                                  |
| Найкраща жіноча роль другого плану Нагороду вручала Тільда Свінтон   | • Віола Девіс — «Сумнів» (за роль місіс Міллер)                                                 |                                                                  |                                  |
| Найкраща жіноча роль другого плану Нагороду вручала Тільда Свінтон   | • Тараджі Генсон — «Загадкова історія Бенджаміна Баттона» (за роль Квіні)                       |                                                                  |                                  |
| Найкраща жіноча роль другого плану Нагороду вручала Тільда Свінтон   | • Маріса Томей — «Реслер» (за роль Пем/Кессіді)                                                 |                                                                  |                                  |
| Найкращий оригінальний сценарій нагороду вручала Тіна Фей            |                                                                                                 | ★«Гарві Мілк» — Дастін Ленс Блек                                 | ★«Гарві Мілк» — Дастін Ленс Блек |
| Найкращий оригінальний сценарій нагороду вручала Тіна Фей            | • «ВОЛЛ·І» — Ендрю Стентон, Джим Рирдон і Піт Доктер                                            |                                                                  |                                  |
| Найкращий оригінальний сценарій нагороду вручала Тіна Фей            | • «Безтурботна» — Майк Лі                                                                       |                                                                  |                                  |
| Найкращий оригінальний сценарій нагороду вручала Тіна Фей            | • «Замерзла річка» — Кортні Гант                                                                |                                                                  |                                  |
| Найкращий оригінальний сценарій нагороду вручала Тіна Фей            | • «Залягти на дно в Брюгге» — Мартін Макдонах                                                   |                                                                  |                                  |
| найкращий адаптований сценарій Нагороду вручав Стів Мартін           | ★«Мільйонер із нетрів» — Саймон Бьюфой                                                          | ★«Мільйонер із нетрів» — Саймон Бьюфой                           |                                  |
| найкращий адаптований сценарій Нагороду вручав Стів Мартін           | • «Загадкова історія Бенджаміна Баттона» — Ерік Рот і Робін Свайкорд                            |                                                                  |                                  |
| найкращий адаптований сценарій Нагороду вручав Стів Мартін           | • «Фрост проти Ніксона» — Пітер Морган                                                          |                                                                  |                                  |
| найкращий адаптований сценарій Нагороду вручав Стів Мартін           | • «Читець» — Девід Гер                                                                          |                                                                  |                                  |
| найкращий адаптований сценарій Нагороду вручав Стів Мартін           | • «Сумнів» — Джон Патрік Шенлі                                                                  |                                                                  |                                  |
| найкращий фільм іноземною мовою Нагороду вручала Фріда Пінто         | ★«Відбуття» (Японія)                                                                            | ★«Відбуття» (Японія)                                             |                                  |
| найкращий фільм іноземною мовою Нагороду вручала Фріда Пінто         | • «Реванш» (Австрія)                                                                            |                                                                  |                                  |
| найкращий фільм іноземною мовою Нагороду вручала Фріда Пінто         | • «Клас» (Франція)                                                                              |                                                                  |                                  |
| найкращий фільм іноземною мовою Нагороду вручала Фріда Пінто         | • «Комплекс Баадера-Майнхоф» (Німеччина)                                                        |                                                                  |                                  |
| найкращий фільм іноземною мовою Нагороду вручала Фріда Пінто         | • «Вальс з Баширом» (Ізраїль)                                                                   |                                                                  |                                  |
| найкращий анімаційний повнометражний фільм Нагороду вручав Джек Блек | ★«ВОЛЛ·І»                                                                                       | ★«ВОЛЛ·І»                                                        |                                  |
| найкращий анімаційний повнометражний фільм Нагороду вручав Джек Блек | • «Вольт»                                                                                       |                                                                  |                                  |
| найкращий анімаційний повнометражний фільм Нагороду вручав Джек Блек | • «Панда Кунг-Фу»                                                                               |                                                                  |                                  |

### Інші категорії
| Категорії                                                                       | Лауреати та номінанти | Лауреати та номінанти |
| ------------------------------------------------------------------------------- | --- | --- |
| Найкраща музика до фільму Нагороду вручала Аліша Кіз                            | | ★«Мільйонер із нетрів» — А. Р. Рахман |
| Найкраща музика до фільму Нагороду вручала Аліша Кіз                            | • «Загадкова історія Бенджаміна Баттона» — Олександр Депла                                                                                          | |
| Найкраща музика до фільму Нагороду вручала Аліша Кіз                            | • «Виклик» — Джеймс Ньютон Говард | |
| Найкраща музика до фільму Нагороду вручала Аліша Кіз                            | • «Гарві Мілк» — Денні Ельфман | |
| Найкраща музика до фільму Нагороду вручала Аліша Кіз                            | • «ВОЛЛ·І» — Томас Ньюман | |
| Найкраща пісня до фільму Нагороду вручав Зак Ефрон                              | ★«Jai Ho» — «Мільйонер із нетрів» — А. Р. Рахман (музика), Gulzar (слова) (виконавець: Сукхвіндер Сінгх, Танві Шах, Махалакшмі Ійер, Віджай Пракаш) | ★«Jai Ho» — «Мільйонер із нетрів» — А. Р. Рахман (музика), Gulzar (слова) (виконавець: Сукхвіндер Сінгх, Танві Шах, Махалакшмі Ійер, Віджай Пракаш) |
| Найкраща пісня до фільму Нагороду вручав Зак Ефрон                              | • «Down to Earth» — «ВОЛЛ·І» — Пітер Ґебріел та Томас Ньюман (виконавець: Пітер Ґебріел)                                                            | |
| Найкраща пісня до фільму Нагороду вручав Зак Ефрон                              | • «O Saya» — «Мільйонер із нетрів» — А. Р. Рахман і Майя Арулпрагасам (виконавець: А. Р. Рахман і M.I.A.)                                           | |
| Найкраща операторська робота Нагороду вручала Наталі Портман                    | ★«Мільйонер із нетрів» — Ентоні Дод Ментл | ★«Мільйонер із нетрів» — Ентоні Дод Ментл |
| Найкраща операторська робота Нагороду вручала Наталі Портман                    | • «Підміна» — Том Штерн | |
| Найкраща операторська робота Нагороду вручала Наталі Портман                    | • «Загадкова історія Бенджаміна Баттона» — Клаудіо Міранда                                                                                          | |
| Найкраща операторська робота Нагороду вручала Наталі Портман                    | • «Темний лицар» — Воллі Пфістер | |
| Найкраща операторська робота Нагороду вручала Наталі Портман                    | • «Читець» — Кріс Менгес, Роджер Дікінс | |
| Найкраща робота художника-постановника Нагороду вручав Деніел Крейг             | ★«Загадкова історія Бенджаміна Баттона» — Дональд Грем Берт, Віктор Дж. Золфо                                                                       | ★«Загадкова історія Бенджаміна Баттона» — Дональд Грем Берт, Віктор Дж. Золфо                                                                       |
| Найкраща робота художника-постановника Нагороду вручав Деніел Крейг             | • «Підміна» — Джеймс Дж. Муракамі, Гері Феттіс | |
| Найкраща робота художника-постановника Нагороду вручав Деніел Крейг             | • «Темний лицар» — Натан Кроулі, Пітер Ландо | |
| Найкраща робота художника-постановника Нагороду вручав Деніел Крейг             | • «Герцогиня» — Майкл Карлін, Ребекка Еллуей | |
| Найкраща робота художника-постановника Нагороду вручав Деніел Крейг             | • «Дорога змін» — Крісті Зеа, Дебра Шутт | |
| найкращий дизайн костюмів Нагороду вручала Сара Джессіка Паркер                 | ★«Герцогиня» — Майкл О'Коннор | ★«Герцогиня» — Майкл О'Коннор |
| найкращий дизайн костюмів Нагороду вручала Сара Джессіка Паркер                 | • «Австралія» — Кетрін Мартін | |
| найкращий дизайн костюмів Нагороду вручала Сара Джессіка Паркер                 | • «Загадкова історія Бенджаміна Баттона» — Жаклін Вест                                                                                              | |
| найкращий дизайн костюмів Нагороду вручала Сара Джессіка Паркер                 | • «Гарві Мілк» — Денні Гликера | |
| найкращий дизайн костюмів Нагороду вручала Сара Джессіка Паркер                 | • «Дорога змін» — Альберт Вольські | |
| найкращий монтаж Нагороду вручав Вілл Сміт                                      | ★«Мільйонер із нетрів» — Кріс Діккенс | ★«Мільйонер із нетрів» — Кріс Діккенс |
| найкращий монтаж Нагороду вручав Вілл Сміт                                      | • «Загадкова історія Бенджаміна Баттона» — Кірк Бакстер, Енгус Волл                                                                                 | |
| найкращий монтаж Нагороду вручав Вілл Сміт                                      | • «Темний лицар» — Лі Сміт | |
| найкращий монтаж Нагороду вручав Вілл Сміт                                      | • «Фрост проти Ніксона» — Майк Гілл, Деніел П. Хенлі                                                                                                | |
| найкращий монтаж Нагороду вручав Вілл Сміт                                      | • «Гарві Мілк» — Елліот Грехем | |
| найкращий грим Нагороду вручала Сара Джессіка Паркер                            | ★«Загадкова історія Бенджаміна Баттона» — Грег Кенном                                                                                               | ★«Загадкова історія Бенджаміна Баттона» — Грег Кенном                                                                                               |
| найкращий грим Нагороду вручала Сара Джессіка Паркер                            | • «Темний лицар» — Джон Кальон мл. і Конор О'Салліван                                                                                               | |
| найкращий грим Нагороду вручала Сара Джессіка Паркер                            | • «Хеллбой 2: Золота армія» — Майк Елізалд і Том Флутц                                                                                              | |
| найкращий звук Нагороду вручав Вілл Сміт                                        | ★«Мільйонер із нетрів» — Іен Тепп, Річард Прайк, Ресул Покутті                                                                                      | ★«Мільйонер із нетрів» — Іен Тепп, Річард Прайк, Ресул Покутті                                                                                      |
| найкращий звук Нагороду вручав Вілл Сміт                                        | • «Загадкова історія Бенджаміна Баттона» — Девід Паркер, Майкл Семанік, Рен Клайс, Марк Вайнгартен                                                  | |
| найкращий звук Нагороду вручав Вілл Сміт                                        | • «Темний лицар» — Лора Гіршберг, Гері Ріццо, Ед Новік                                                                                              | |
| найкращий звук Нагороду вручав Вілл Сміт                                        | • «ВОЛЛ·І» — Том Майерс, Майкл Семанік, Бен Бертт                                                                                                   | |
| найкращий звук Нагороду вручав Вілл Сміт                                        | • «Особливо небезпечний» — Кріс Дженкінс, Френк Монтаньє, Петро Форейт                                                                              | |
| найкращий звуковий монтаж Нагороду вручав Вілл Сміт                             | ★«Темний лицар» — Річард Кінг | ★«Темний лицар» — Річард Кінг |
| найкращий звуковий монтаж Нагороду вручав Вілл Сміт                             | • «Залізна людина» — Френк Елнер та Крістофер Бойс                                                                                                  | |
| найкращий звуковий монтаж Нагороду вручав Вілл Сміт                             | • «Мільйонер із нетрів» — Том Сейерс | |
| найкращий звуковий монтаж Нагороду вручав Вілл Сміт                             | • «ВОЛЛ·І» — Бен Бертт та Метью Вуд | |
| найкращий звуковий монтаж Нагороду вручав Вілл Сміт                             | • «Особливо небезпечний» — Вайлі Стейтмен | |
| Найкращі візуальні ефекти Нагороду вручав Вілл Сміт                             | ★«Загадкова історія Бенджаміна Баттона» — Ерік Барба, Стів Приг, Берт Далтон, Крейг Беррон                                                          | ★«Загадкова історія Бенджаміна Баттона» — Ерік Барба, Стів Приг, Берт Далтон, Крейг Беррон                                                          |
| Найкращі візуальні ефекти Нагороду вручав Вілл Сміт                             | • «Темний лицар» — Нік Девіс, Кріс Корболд, Тім Веббер, Пол Франклін                                                                                | |
| Найкращі візуальні ефекти Нагороду вручав Вілл Сміт                             | • «Залізна людина» — Джон Нелсон, Бен Сноу, Ден Судика, Шейн Меан                                                                                   | |
| найкращий документальний повнометражний фільм Нагороду вручав Білл Мар          | ★«Людина на канаті» | ★«Людина на канаті» |
| найкращий документальний повнометражний фільм Нагороду вручав Білл Мар          | • «Зрада» | |
| найкращий документальний повнометражний фільм Нагороду вручав Білл Мар          | • «Зустрічі на краю світу» | |
| найкращий документальний повнометражний фільм Нагороду вручав Білл Мар          | • «Сад» | |
| найкращий документальний повнометражний фільм Нагороду вручав Білл Мар          | • «Каламутна вода» | |
| найкращий документальний короткометражний фільм Нагороду вручав Білл Мар        | ★«Посміхайся, Пінкі» | ★«Посміхайся, Пінкі» |
| найкращий документальний короткометражний фільм Нагороду вручав Білл Мар        | • «Совість Нема Єна» | |
| найкращий документальний короткометражний фільм Нагороду вручав Білл Мар        | • «Останній дюйм» | |
| найкращий документальний короткометражний фільм Нагороду вручав Білл Мар        | • «Свідок з балкона кімнати 306» | |
| найкращий анімаційний короткометражний фільм Нагороду вручала Дженніфер Еністон | ★«Дім із маленьких кубиків» | ★«Дім із маленьких кубиків» |
| найкращий анімаційний короткометражний фільм Нагороду вручала Дженніфер Еністон | • «Вбиральня історія — любовна історія» | |
| найкращий анімаційний короткометражний фільм Нагороду вручала Дженніфер Еністон | • «Восьминіжки» | |
| найкращий анімаційний короткометражний фільм Нагороду вручала Дженніфер Еністон | • «Престо» | |
| найкращий анімаційний короткометражний фільм Нагороду вручала Дженніфер Еністон | • «Цією стороною вгору» | |
| Найкращий ігровий короткометражний фільм Нагороду вручав Джеймс Франко          | ★«Країна іграшок» (Spielzeugland) | ★«Країна іграшок» (Spielzeugland) |
| Найкращий ігровий короткометражний фільм Нагороду вручав Джеймс Франко          | • «On the Line» (Auf der Strecke) | |
| Найкращий ігровий короткометражний фільм Нагороду вручав Джеймс Франко          | • «Manon On the Asphalt» | |
| Найкращий ігровий короткометражний фільм Нагороду вручав Джеймс Франко          | • «New Boy» | |
| Найкращий ігровий короткометражний фільм Нагороду вручав Джеймс Франко          | • «The Pig» (Grisen) | |

### Нагорода імені Джина Хершолта
- Джері Льюїс

## Статистика
- Гіт Леджер, оголошений переможцем у номінації «Найкращий актор другого плану» за свою роль в «Темному лицарі», став другим актором в історії «Оскара», нагородженим посмертно. Першим був інший австралійський актор Пітер Фінч, що став лауреатом премії «Оскар» в номінації «Найкраща чоловіча роль» за фільм «Телемережа».
- Роберт Дауні-молодший став першим білим актором, номінованим на «Оскар» за виконання ролі темношкірого з 1965, коли Лоуренс Олів'є номінувався за роль у фільмі «Отелло». Втім він став ним лише частково: в «Солдатах невдачі» він грає білого, який змінив колір шкіри для зйомок у фільмі.
- Френк Лангелла, якому виповнився 71 рік, став шостим у списку самих літніх номінантів премії «Оскар» в номінації «Найкраща чоловіча роль».
- Фільм «Загадкова історія Бенджаміна Баттона» з тринадцятьма номінаціями зрівнявся з іншим фільмом-лідером за кількістю номінацій за останні десять років «Володар перснів: Братство кільця», включаючи та номінацію на «Найкращий фільм року».
- «Мільйонер із нетрів» став лідером серед фільмів неамериканського виробництва за кількістю номінацій (10) за останні десять років.
- «ВОЛЛ·І» з шістьма номінаціями повторив успіх мультфільму, лідера за кількістю номінацій на «Оскар» «Красуня та чудовисько».[2]
- Навіть незважаючи на неучасть у номінаціях «Найкращий фільм» та «Найкраща режисура» «Темний лицар» став фільмом з найбільшою кількістю номінацій в історії «Оскара» (8) серед усіх фільмів про супергероїв.
- Для Стівена Долдрі його номінація на «Оскар» за найкращу режисуру стала вже третьою у його кар'єрі, при тому, що «Читець» — третій знятий ним фільм. Попередніми були «Біллі Елліот» та «Годинники».
- Бред Пітт та Анджеліна Джолі — сімейна пара, яка номінувалася на «Оскар» одночасно і за найкращу чоловічу і за найкращу жіночу ролі.